# Lijst van nummer 1-hits in Noorwegen in 2006
Deze hits stonden in 2006 op nummer 1 in de VG-lista, de bekendste hitlijst in Noorwegen.
| Week | Artiest                  | Titel                          |
| ---- | ------------------------ | ------------------------------ |
| 1    | Ane Brun & Madrugada     | Lift Me                        |
| 2    | Ane Brun & Madrugada     | Lift Me                        |
| 3    | Ane Brun & Madrugada     | Lift Me                        |
| 4    | Madonna                  | Hung Up                        |
| 5    | DumDum Boys              | Enhjørning                     |
| 6    | DumDum Boys              | Enhjørning                     |
| 7    | DumDum Boys              | Enhjørning                     |
| 8    | Marit Larsen             | Don't Save Me                  |
| 9    | Marit Larsen             | Don't Save Me                  |
| 10   | Marit Larsen             | Don't Save Me                  |
| 11   | Marit Larsen             | Don't Save Me                  |
| 12   | Marit Larsen             | Don't Save Me                  |
| 13   | Grandiosa                | Respekt for Grandiosa          |
| 14   | Grandiosa                | Respekt for Grandiosa          |
| 15   | Grandiosa                | Respekt for Grandiosa          |
| 16   | Grandiosa                | Respekt for Grandiosa          |
| 17   | Grandiosa                | Respekt for Grandiosa          |
| 18   | Grandiosa                | Respekt for Grandiosa          |
| 19   | Grandiosa                | Respekt for Grandiosa          |
| 20   | Grandiosa                | Respekt for Grandiosa          |
| 21   | Mary J. Blige & U2       | One                            |
| 22   | Aleksander Denstad With  | A Little Too Perfect           |
| 23   | Aleksander Denstad With  | A Little Too Perfect           |
| 24   | Aleksander Denstad With  | A Little Too Perfect           |
| 25   | Aleksander Denstad With  | A Little Too Perfect           |
| 26   | Ravi                     | Ås to i Osjlo                  |
| 27   | Aleksander Denstad With  | A Little Too Perfect           |
| 28   | Mary J. Blige & U2       | One                            |
| 29   | Ravi me De Lilos         | Neste såmer                    |
| 30   | Ravi me De Lilos         | Neste såmer                    |
| 31   | Ravi me De Lilos         | Neste såmer                    |
| 32   | Ravi me De Lilos         | Neste såmer                    |
| 33   | Mary J. Blige & U2       | One                            |
| 34   | Mary J. Blige & U2       | One                            |
| 35   | Mary J. Blige & U2       | One                            |
| 36   | Mary J. Blige & U2       | One                            |
| 37   | Justin Timberlake        | SexyBack                       |
| 38   | Scissor Sisters          | I Don't Feel Like Dancin'      |
| 39   | Scissor Sisters          | I Don't Feel Like Dancin'      |
| 40   | Scissor Sisters          | I Don't Feel Like Dancin'      |
| 41   | Scissor Sisters          | I Don't Feel Like Dancin'      |
| 42   | Scissor Sisters          | I Don't Feel Like Dancin'      |
| 43   | Meat Loaf & Marion Raven | It's all coming back to me now |
| 44   | Meat Loaf & Marion Raven | It's all coming back to me now |
| 45   | Bjørn Eidsvåg            | Floden                         |
| 46   | U2 & Green Day           | The Saints Are Coming          |
| 47   | Meat Loaf & Marion Raven | It's all coming back to me now |
| 48   | Meat Loaf & Marion Raven | It's all coming back to me now |
| 49   | Meat Loaf & Marion Raven | It's all coming back to me now |
| 50   | Mia Gundersen            | Jordbarnas fremtid             |
| 51   | Meat Loaf & Marion Raven | It's all coming back to me now |
| 52   | Bjørn Eidsvåg            | Floden                         |